# Langgasse

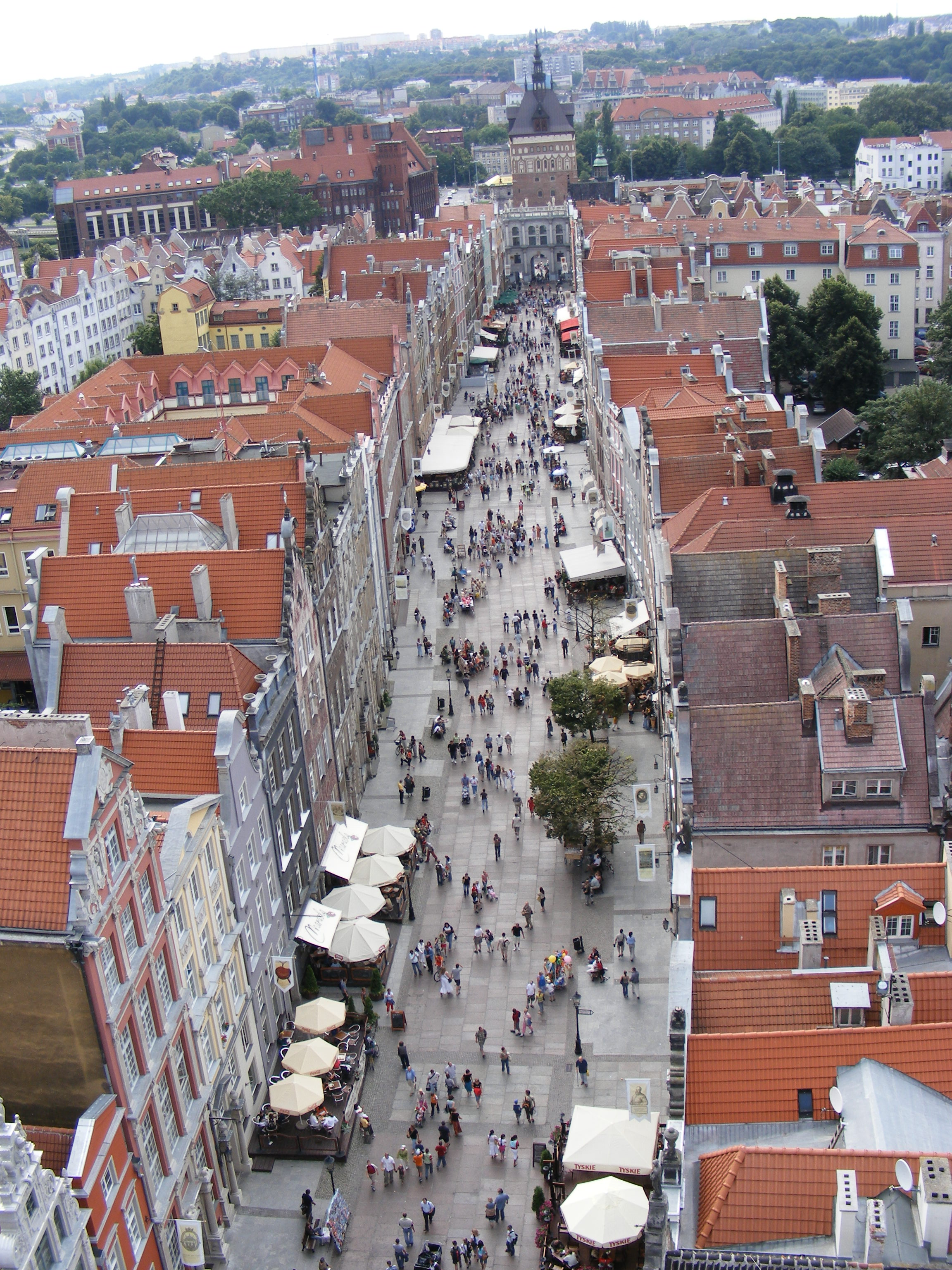
Die Langgasse aufgenommen vom Rechtstädt. Rathaus, Blick nach Westen zum Goldenen Tor

Die Langgasse (polnisch Ulica Długa) ist die Hauptstraße der Rechtstadt in Danzig. Sie hat einige rekonstruierte historische Patrizierhäuser und ist eine der touristischen Hauptsehenswürdigkeiten der Stadt.
Sie verläuft vom Langen Markt (Długi Targ) zum Langgasser Tor. 

## Geschichte
9. bis 13. Jahrhundert 
Etwa im späten 9. Jahrhundert entstand um das spätere Rechtstädtische Rathaus und den Langen Markt eine Siedlung. In ihr lebten Fischer, Handwerker und Händler, an der Mottlau bestand ein Hafen. Diese Siedlung war eine der wichtigsten und ältesten heute bekannten Siedlungen im südöstlichen Ostseeraum. Im späten 10. Jahrhundert veränderte sie ihren Charakter, seit dieser Zeit diente sie nur noch dem Hafen- und Handelsverkehr, es wurden kein Handwerk und keine Viehhaltung mehr betrieben.
 14. bis 18. Jahrhundert
Nach der Inbesitznahme Danzigs durch den Deutschen Orden wurde sie die wichtigste Straße der Rechtstadt und Danzigs. Von 1331 ist die älteste historische Erwähnung als longa platea (lange Gasse) erhalten, als erste erwähnte Straße in Danzig überhaupt. Sie wurde mit dem späteren Langen Markt in dieser Zeit als eine Straße angesehen.
Wegen der Paradenfeiern in den Jahren 1457–1552, insbesondere beim Einzug von König Kasimir IV. Jagiello im Jahre 1457, wurde sie auch als Königstraße bezeichnet. Hier wurden von den polnischen Königen große Quartiere angemietet, bei Festen der königlichen Familien wurden tosende Feuerwerke veranstaltet.
Die Langgasse war der Wohnort der vornehmsten Familien der Stadt. Hier lebten Patrizierfamilien, reiche Kaufleute und Bürger, zahlreiche Bürgermeister und Ratsherren.
1800 bis 1945 

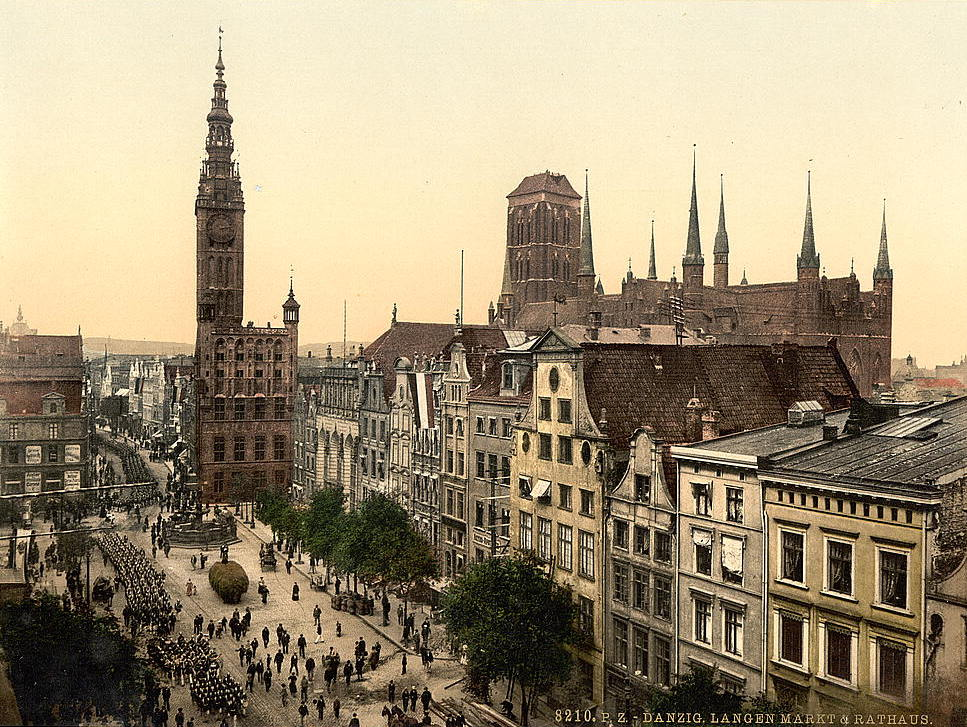
Langer Markt mit Rathaus, um 1890/1900, Langgase dahinter links

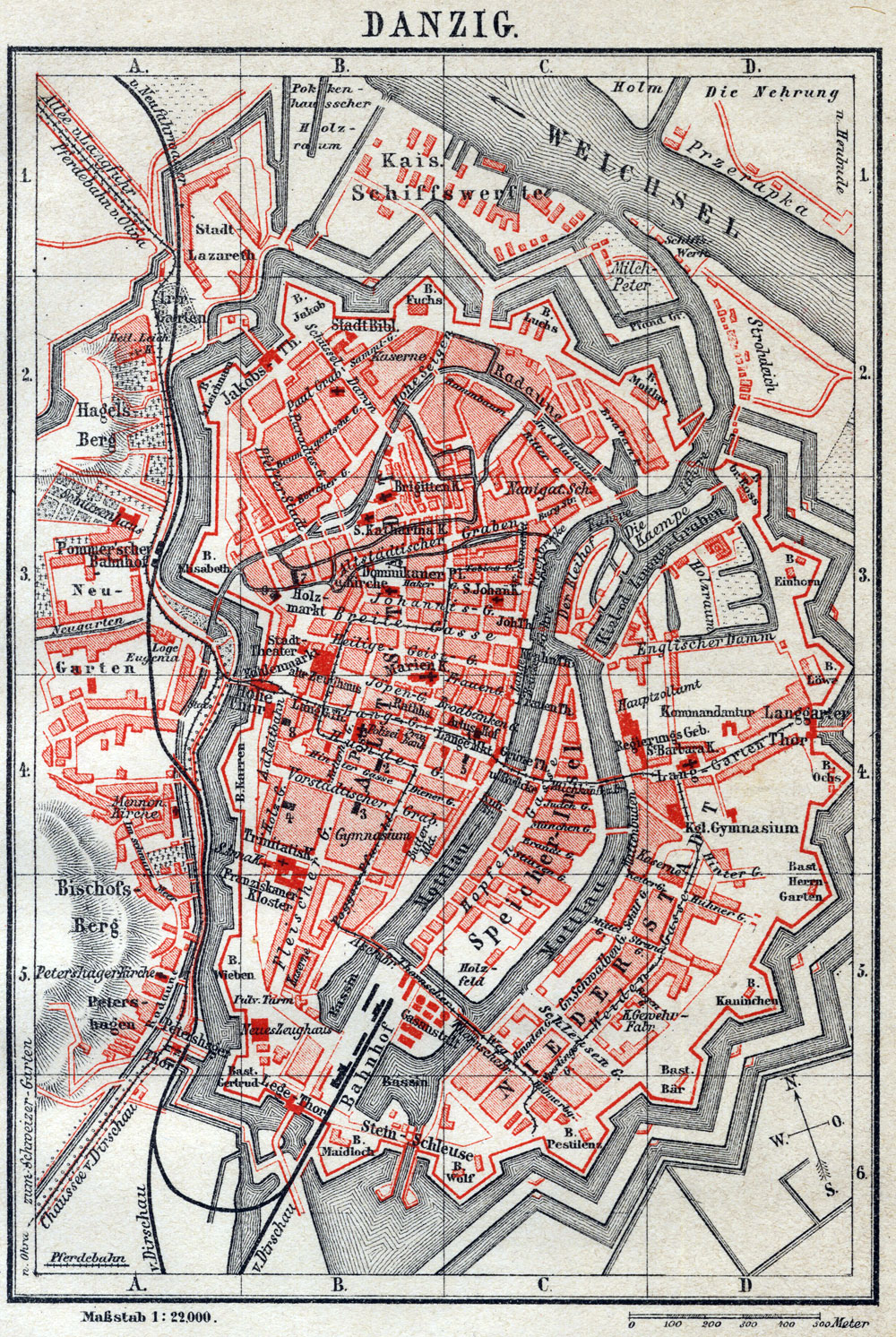
Stadtplan von 1885, Langgasse zentral von Ost nach West

Seit dem frühen 19. Jahrhundert änderte sich der Charakter der Straße. Es siedelten sich zunehmend Geschäfte und Unternehmen an.
Seit 1852/53 gab es eine Gasbeleuchtung. Die Beischläge begannen aus ihr zu verschwinden, der letzte wurde im Jahre 1872 entfernt.
1871/73 wurde Kanalisation gelegt,
1880 gab es in der Langgasse 1.080 Geschäfte und gewerbliche Niederlassungen. 1882 wurde die Straße mit aus Skandinavien importierten Pflastersteinen gepflastert. Seit 1884 gab es eine Pferdebahn, seit 1896 eine elektrische Straßenbahn.
1904 gab es 491 Geschäfte und gewerbliche Niederlassungen in der Langgasse.
1919 wurde das Gloria-Theater als erstes Kino eröffnet, 1924 folgten die Rathaus-Lichtspiele. Auch in dieser Zeit gab es zahlreiche Geschäfte, Dienstleistungsangebote, Arztpraxen, einige Banken, außerdem Wohnungen von Geschäftsleuten und Angestellten.
1944/45 wurden die Gebäude in der Langgasse nahezu völlig zerstört.
Seit 1945 
Von 1950 bis 1953 erfolgte ein Wiederaufbau der historischen Fassaden nach historischen Vorbildern. 1971 wurde der Straßenbahnverkehr eingestellt. Nach dem Entfernen der Gleiskörper und der alten Pflastersteine kam darunter geschliffener Granit zum Vorschein.
Heute ist die Langgasse eine Fußgängerzone mit zahlreichen Geschäften, Cafés, Restaurants und gewerblichen Niederlassungen. Sie ist eine der wichtigsten touristischen Anziehungspunkte Danzigs.

## Gebäude

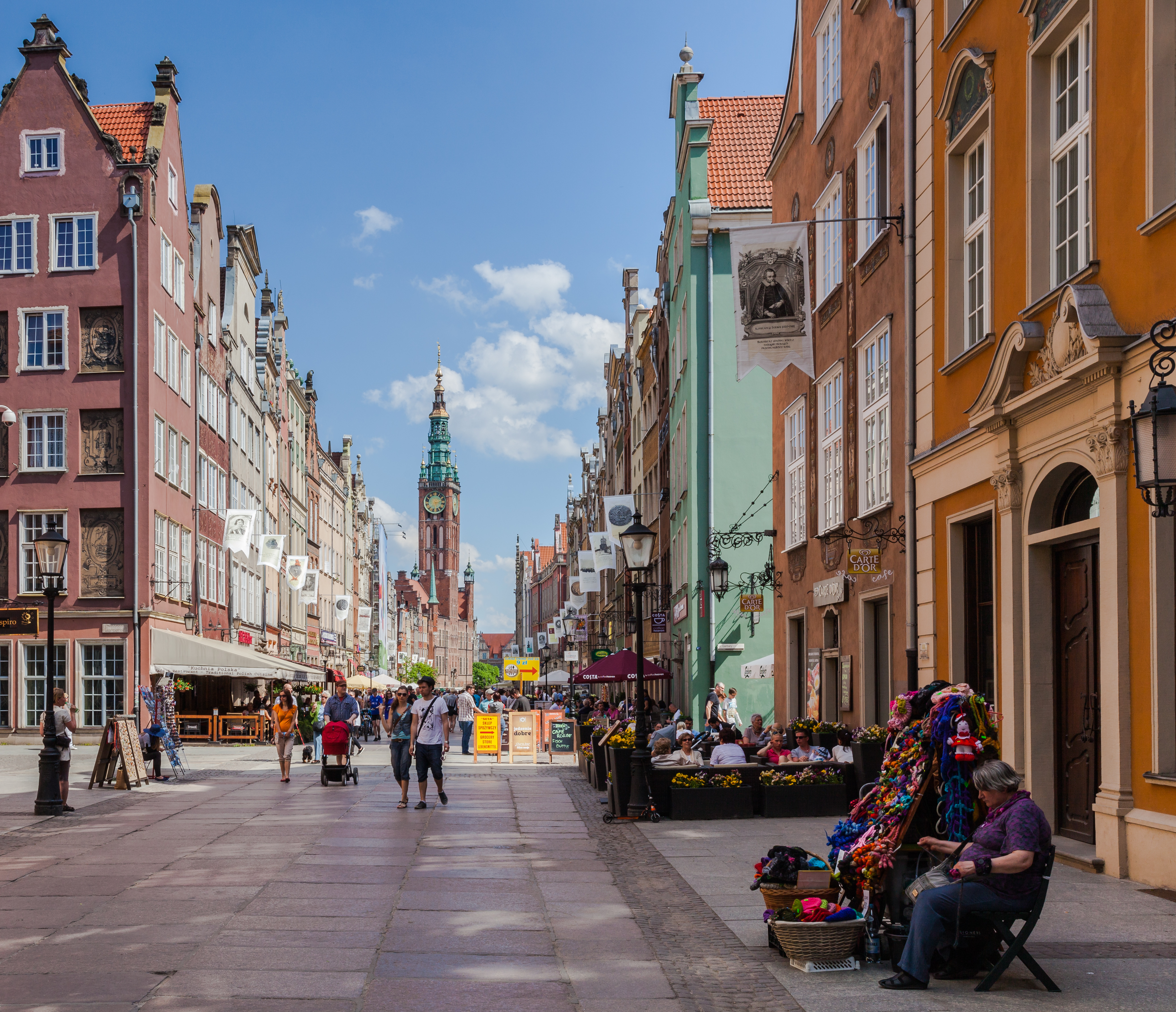
Die Langgasse

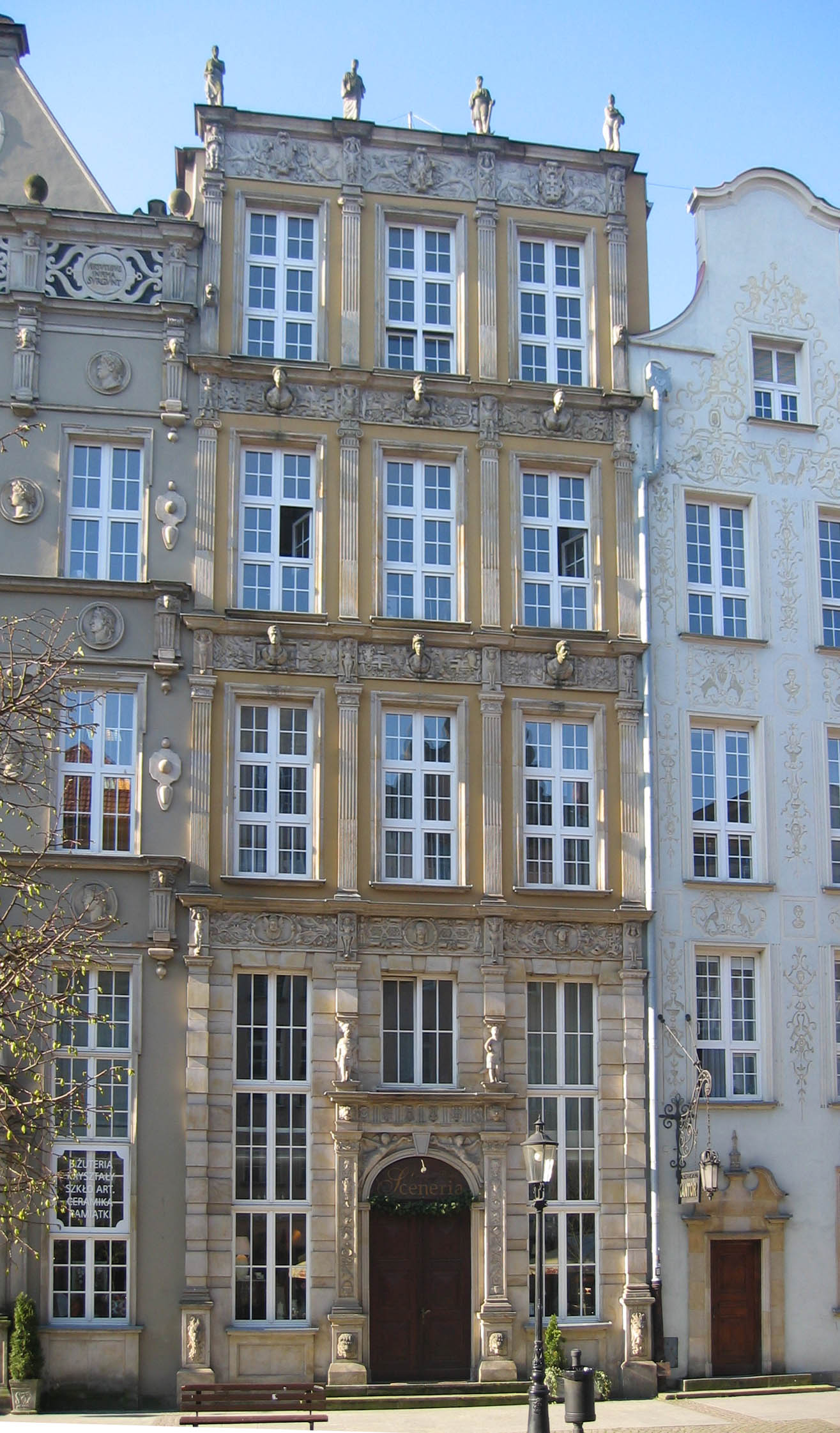
Ferberhaus, Langgasse 28

In der Langgasse sind viele historische Gebäude nach 1945 nach historischen Vorbildern rekonstruiert worden. Die Nummerierung verläuft vom Langgasser Tor auf der südlichen Seite bis zum Langen Markt und dann auf der gegenüberliegenden Seite wieder zurück.
Angegeben sind ursprüngliches Erbauungsjahr, Eigentümer und Nutzer
- Nr. 12:  Uphagenhaus

erbaut um 1780
- Nr. 22–25: Post- und Telegraphenamt

nach 1945 Post
- Nr. 28 Ferberhaus

erbaut um 1560
- Nr. 29 Czirenberg-Haus

erbaut um 1620
- Nr. 31

1919–1942 Gloria Theater (Kino)
- Nr. 32–34

1920er Jahre Danziger Privat-Actien-Bank (gegründet 1856)
- Nr. 35 Löwenschloss
- Nr. 45 Schumannhaus
- Nr. 46 Rechtstädtisches Rathaus

jetzt mit Stadtmuseum
- Nr. 47

1920er Jahre Sparkasse
- Nr. 48

1920er Jahre Danziger Commerz- und Depositenbank
- Nr. 57/58

1920er Jahre Bank Przemyslowców (polnische Bank)
- Nr. 60/61

1919–1942 Rathaus-Lichtspiele
- Nr. 65/66

1920er Jahre Hackebeil Druck- und Verlagshaus, Filiale des Berliner Sportverlages
- Nr. 73

1926 Dänisches Konsulat
- Nr. 86

Langgasser Tor